# Fazekas Attila
Fazekas Attila (Keszthely, 1948. július 25. –) Korcsmáros Pál-díjas képregényrajzoló, illusztrátor. A hetvenes években tűnt ki újszerű rajzstílusával. A klasszikus, Korcsmáros-, Sebők-, Zórád-féle generáció óta a legkiemelkedőbb hazai képregényrajzoló, generációk nőttek fel művein.

## Pályafutás
Fazekas Attila már fiatalon kitűnt rajzolói tehetségével, munkáit kiállították, Dumas A három testőre alapján készült amatőr képregénye pedig folytatásokban jelent meg az iskola faliújságján. Sikertelen felvételi vizsgák után különböző területeken próbálkozott, kihasználva többek között sportolói kvalitásait, amikor kaszkadőrként dolgozott. Közben továbbra is rajzolt, és 1969-ben felköltözött Budapestre, ahol úgy érezte, nagyobb eséllyel tudna bekerülni valamelyik újsághoz. Első karikatúrái a Magyar Ifjúságban jelentek meg, majd a lap egyik szerkesztője beajánlotta Zórád Ernőnek, akinél egy ideig asszisztensként dolgozott olyan képregényeken, mint a Blood kapitány és a Lázadás a Bountyn. Első saját képregénye 1972-ben jelent meg a Pajtásban: Az újvári kaland, amely Vak Bottyán egy korai fegyvertényét meséli el. Ebben az időben ismerkedett meg a számtalan forgatókönyvet író és a magyar képregény útját minden téren egyengető Cs. Horváth Tiborral, aki először a külföldi megjelenések előkészítésébe vonta be, és vele egészíttette ki Zórád, Korcsmáros és Sebők rajzait, hogy az eredetitől eltérő formátumokhoz igazítsa. Amikor pedig 1974-ben Sebők Imre már nem bírta a tempót, és új rajzolóra volt szükség a Népszavában megjelenő képregényekhez, Cs. Horváth Fazekast ajánlotta. Innentől kezdve számít főállású képregényrajzolónak.
A hetvenes években a Pajtáson és a Népszaván kívül főleg a Fülesben és a Pesti Műsorban jelentek meg Fazekas képregényei. Mint a korszak más alkotói, ő is szinte kizárólag irodalmi művek adaptációit készíthette ekkor: a klasszikus magyar szerzők közül főleg Jókai Mór, a szórakoztató irodalomból Jules Verne és Karl May regényeit kerítette sorra, de már ekkor is több tudományos-fantasztikus történetet illusztrálhatott.
1980-ban jelent meg első önálló képregényfüzete, a Focisuli, amelyet Szabó Illés írt. Nem sokkal ezután kezdte el az Ifjúsági Lap- és Könyvkiadó a legnépszerűbbnek ítélt, eredetileg heti folytatásokban kiadott képregényeinek a gyűjteményes megjelentetését különböző sorozatcímek alatt (Teljes képregény, Klasszikusok képregény-adaptációja, Filmsikerek képregényben). Mi több, a sikerfilmek alapján készült képregényeket gyakran már eleve ebben a formátumban és igen magas példányszámban adták ki.
Fazekas 1988-ban hozta létre saját lapját, a Botondot, és ebben már saját figurái játszották a főszerepet. A Botond eleinte igen népszerűnek bizonyult, ám terjesztési problémák és az erősödő konkurencia miatt 1993-ban, a 9. szám után leállt. Ekkor már többnyire Fazekas korábbi képregényeit jelentette meg benne újra.
A rendszerváltást követően két új irányba is elindult Fazekas: a saját kiadású Szexi magazinban egyik fő erősségét kihasználva gyönyörű nőket színre vivő erotikus képregényeket készített, míg az Új Magyar Hírek számára a magyar történelemből merített témákat illusztrált. Mivel a Szexit reményei ellenére két szám után kénytelen volt abbahagyni a gyér eladások miatt, a kilencvenes években is folytatta a munkát a Füles, a Népszava, a Szabadföld és a Fülesbagoly számára.
Külföldi bérmunkával is próbálkozott ebben az időben Fazekas, akinek a képregényeiből korábban sokat átvettek az akkori baráti országok: 1991-ben a német Bastei kiadó megbízásából készített Ghostbusters (Szellemirtók) képregényeket.
1996-ban ismét lapalapítással próbálkozott, ám a Képes Krónika csak egyetlen számot ért meg. 1999-ben Fazekas rajzolta a Neo együttes Persuaders című számának a klipjébe ágyazott képregényt.
2004-ben a Sárosi Kiadó segítségével újraindult a Botond, ám az új széria első két száma után Fazekas ismét saját maga kellett, hogy vállalja az újság kiadásának a költségeit. A lap azóta ritkán, de folyamatosan megjelent, 2007-ben összesítésben 14 számnál tartott. Az új folyam alcíme már „Történelmi képregény magazin” volt.
2006-ban az 1956-os forradalom ötvenedik évfordulója alkalmából Bán Mór forgatókönyve alapján Fazekas készítette el az első magyar „ötvenhatos” képregényt, amelyet a Képes Kiadó jelentett meg önálló kötetben, és egy évvel később részét képezte a „Kép, regény, szabadság” kiállításnak is. 2007-ben indult a Gemini-jelentés című képregény, amely egyben Fazekas első, könyvesbolti terjesztésben is kapható munkája.
2008-ban a Magyar Képregénykiadók Szövetsége egy szakmai zsűri szavazása alapján Alfabéta-díjban részesítette Fazekas Attilát a legjobb, 2007-ben megjelent új magyar képregényért a 20 oldalnál hosszabb művek kategóriájában.
Fazekas munkáit számos alkalommal állították ki, és állandó résztvevője a 2004 óta rendszeressé vált kollektív képregényes tárlatoknak, így a Helsinkiben, Tallinnban és a margit-szigeti Holdudvar galériában bemutatott „Frame Up” kiállításnak is. Aktív tagja a magyar képregényes közösségnek, gyakran vesz részt képregényes témájú kerekasztal-beszélgetéseken, több pályázat zsűrijébe is meghívták. Saját standdal jelenik meg minden fontosabb képregényes rendezvényen, mint például mind a négy eddigi magyar képregényfesztiválon, a Hungarocomixon és börzéken, ahol mindig szívesen dedikálja munkáit.
Fazekas Attila a képregényrajzoláson kívül több tucat könyvet is illusztrált, köztük egy Tarzan-sorozat első tíz kötetét, valamint az Unikornis Kiadó ifjúsági sorozatát.

## Művek

### Figurák, sorozatok
- Perseus kapitány: Fazekas talán legismertebb figurája egy Pierre Barbet-mű alapján készült képregényben, a Titkok bolygójában jelent meg először (Füles, 1982). A főszereplő vonásait Fazekas saját magáról mintázta. Perseus kalandjai a Botondban folytatódtak, legutóbb pedig az Atlantica gyermekei című történetben jelent meg (Füles, 2004).
- Botond: A „magyar Astérix”-nek szánt honfoglalás kori figura egyben Fazekas saját lapjának a címadója is. Első megjelenés: Botond születése (Sárkány magazin, 1984).
- Hód: Mattyasovszky Jenő bűnügyi sorozatából több történetet is Fazekas Attila rajzolt meg. Első képregényes megjelenés: Hód és az idegen (Füles, 1984).
- Farkas Győző: Első megjelenésekor magánnyomozónak készült a figura (Farkas Győző színre lép, Botond 1, 1988), majd a Szexiben erotikus hőstetteket hajtott végre. Hosszú szünet után ismét egy krimiben tért vissza (Képrablók nyomában, Füles, 2005), majd egy rövid humoros sztoriban kapott lehetőséget (Farkas Győző és a szabad választások, Eduárd fapados képregényújság 4, 2007).
- Semmi Áron: Fazekas és Kiss Ferenc közös „comic stripje” a Fülesbagolyban jelent meg először 1996-ban.

### Képregényfüzetek és kötetek
Fazekas Attila képregényei többnyire heti folytatásokban jelentek meg rejtvényújságokban, napilapokban és ifjúsági lapokban. Az alábbi lista azokat tartalmazza, amelyeket kiadtak összegyűjtve, vagy eleve egészként jelentek meg először.
- Focisuli (írta Szabó Illés, Országos Testnevelési és Sporthivatal, 1980)
- Ben Hur (Lewis Wallace regénye alapján, Ifjúsági Lap- és Könyvkiadó, 1982)
- A birodalom visszavág (George Lucas filmje alapján, Ifjúsági Lap- és Könyvkiadó, 1982)
- Csillagok háborúja 1-2 (George Lucas filmje alapján, Ifjúsági Lap- és Könyvkiadó, 1982)
- A Neutron-akció (Nemere István regénye alapján, Ifjúsági Lap- és Könyvkiadó, 1984)
- Támadás a Föld ellen (Georgij Martinov regény alapján, Ifjúsági Lap- és Könyvkiadó, 1985)
- A Triton-gyilkosságok (Nemere István regénye alapján, Ifjúsági Lap- és Könyvkiadó, 1985)
- A pergamen rejtélye (Alekszandr Polescsuk regénye alapján, Ifjúsági Lap- és Könyvkiadó, 1985)
- Sikerfilmek képregényben sorozat: A Beverly Hills-i zsaru / Malom a pokolban (FŐMO/Budapest Film, 1987)
- Sikerfilmek képregényben sorozat:  Veszélyes őrjárat / Kobra (FŐMO/Budapest Film, 1988)
- Sikerfilmek képregényben sorozat: A bolygó neve halál / A halálosztó (FŐMO/Budapest Film, 1988)
- 80 nap alatt a Föld körül (Jules Verne regénye alapján, Ifjúsági Lap- és Könyvkiadó, 1989)
- Rejtő-sorozat 22: Az úr a pokolban is úr  (Rejtő Jenő regénye alapján, Ifjúsági Lap- és Könyvkiadó, 1989)
- Tűzvihar 1956 (Írta Bán Mór, Képes Kiadó, 2006, valamint 100 példányos számozott szerzői kiadás, 2006)
- Gemini-jelentés 1: Ikervadászat (Írta Korcsmáros Péter regénye alapján Bayer Antal, Képes Kiadó, 2007)
- A teljes Gemini-jelentés (Írta Korcsmáros Péter regénye alapján Bayer Antal, Képes Kiadó, 2008)

## Iskola, stílus
Az autodidakta Fazekas rajza egyszerre követi a Zórád Ernő és Korcsmáros Pál által kialakított magyar hagyományokat és merít főleg a hetvenes évek amerikai és európai realista képregényeiből. Saját stílusát „populáris-realistaként” határozza meg, és a Perseus kapitány kalandjaiban kialakított kompozíciókra a „szecessziós” nevet alkalmazza. Minden karaktert egyedinek tekint, tudatosan törekszik arra, hogy a figurái megkülönböztethetőek legyenek. A történelmi és kalandtörténetekre jellemző realista stílusán kívül karikatúra-szerű rajzra is képes, ahogy ezt bizonyítja a Botondban is. Zórád Ernő nyomán Fazekas is vallja, hogy egy képregényrajzolónak bármit le kell tudni rajzolnia. Fő erősségei a történelmi díszletek és jelmezek, a különböző korok hajói és a csinos lányok ábrázolása.